# هالة المادة المظلمة

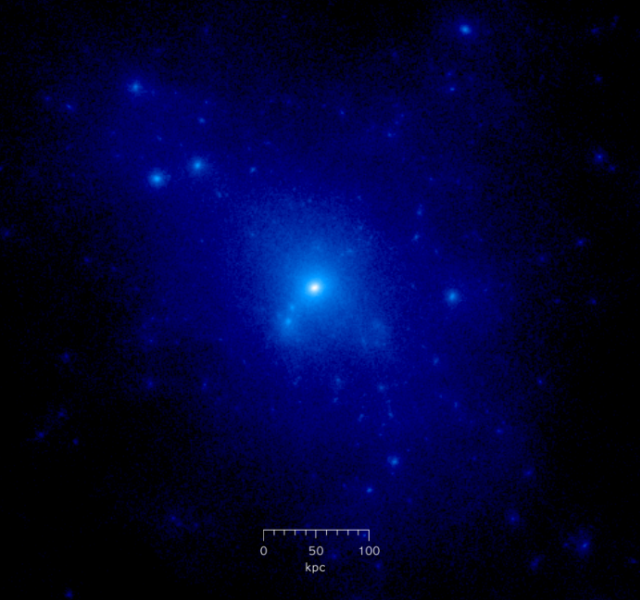
محاكاة لهالة المادة المظلمة من النظام التحريكي إن-بودي

هالة المادة المظلمة عنصر مفترض يغلف قرص المجرة، ويمتد إلى ما وراء الحدود المرئية للمجرة.كتلة الهالة تسيطر على الكتلة الكلية. لأنها تتألف من المادة المظلمة، الهالات لا يمكن رصدها مباشرة، ولكن يستدل على وجودها من خلال تأثيراتها على حركات النجوم والغاز في المجرات. لهالات المادة المظلمة دورا أساسيا في النماذج الحالية لتشكيل المجرات وتطورها.
يستدل على وجود المادة المظلمة في الهالة من تأثير الجاذبية على منحنى دوران المجرات الحلزونية
من دون هذة الكميات الكبيرة من كتلة الهالة في جميع أنحاء الشكل شبة الكروي للمجرات، فإن سرعة دوران المجرة ستنخفض على مسافات بعيدة من مركز المجرة، تماما كما تنخفض السرعات المدارية للكواكب الخارجية مع ازدياد المسافة عن الشمس.
بينما، دلت الملاحظات للمجرات الحلزونية، وخاصة عمليات الرصد المَوْجِي للانبعاثات خط الهيدروجين الذري المحايد (المعروف، في لغة الفلك، هيدروجين II)، تبين أن منحنى دوران معظم المجرات الحلزونية يتسطح للخارج، وهذا يعني أن السرعات الدورانية لا تنخفض مع المسافة من مركز المجرة.
عدم وجود أي مادة مرئية لحساب هذه الملاحظات يعني إما أنها مادة مظلمة أو غير ملحوظة، أول من اقترح وجود لها الفلكي الأسترالي كين فريمان في عام 1970، أو أن نظرية الحركة تحت الجاذبية (النسبية العامة) غير مكتملة. لاحظت فريمان أن الانخفاض المتوقع في السرعة لم يكن حاضرا في إن جي سي 300 ولا مسييه 33، ولم يتم كشف كتلة لتفسير ذلك. وقد عزز فرضية المادة المظلمة عدة دراسات أخرى.

## تكوين وبنية هالات المادة المظلمة

منحني دوران مجرة درب التبانة. المحور الرأسي هو سرعة الدوران حول مركز المجرة. المحور الأفقي هو المسافة عن مركز المجرة. وضعت علامة على الشمس الكرة الصفراء. المنحنى المرصود لسرعة الدوران باللون الأزرق. المنحنى المتوقع على أساس كتلة الغاز والنجوم في درب التبانة أحمر، الملاحظات المتفرقة محددة بالخطوط الرمادية، الفرق يرجع وجود المادة المظلمة أو ربما لتعديل قانون الجاذبية.

ويعتقد أن تشكيل الهالات المادة المظلمة قد لعب دورا رئيسيا في تشكيل المجرات في وقت مبكر، خلال مرحلة من زمن الكون عندما تشكلت المجرات الأولى، ودرجة الحرارة في هذه المادة الباريونية ينبغي ان تكون مرتفعة جدا لتشكل اجرام مرتبطة ذاتيا بالجاذبية، مما يتطلب تشكيل مسبق لبنية المادة المظلمة لإضافة التفاعلات الجاذبية. وتستند الفرضية الحالية على فرضية المادة المظلمة الباردة وتكوينها في هيكل الكون المبكر.
فرضية تكوين بنية المادة المظلمة الباردة تبدأ باضطرابات الكثافة في الكون التي تنمو خطيا حتى تصل إلى الكثافة الحرجة، بعد ذلك ستتوقف عن التوسع والانهيار لتكوين روابط جاذبية هالات المادة المظلمة.ومن شأن هذه الهالات ان تستمر في النمو في الكتلة والحجم، إما من خلال تراكم المواد القريبة، أو عن طريق الاندماج مع هالات أخرى.
المحاكاة الحاسوبية لتكوين وبنية المادة المظلمة الباردة اظهرت النتائج التالية: حجم صغير مع اضطرابات صغيرة تتوسع في البداية مع توسع الكون.و مع تقدم الوقت، اضطرابات على نطاق صغير تنمو وتنهار لتشكل الهالات الصغيرة. وفي مرحلة لاحقة، تندمج هذه الهالات الصغيرة لتشكل هالة واحداة لمادة مظلمة مظطربة بيضاوية الشكل، الذي يكشف عن بعض أسس بنية بذور هالة المادة المظلمة.
استخدام المادة المظلمة الباردة يتغلب على القضايا المرتبطة بالمادة الباريونية الطبيعية لأنه يزيل معظم الضغوط الحرارية والإشعاعية التي تمنع انهيار المادة الباريونية. حقيقة أن المادة المظلمة باردة بالمقارنة مع المادة الباريونية يسمح للمادة المظلمة كي تشكل هذه الكتل الأولية المرتبطة بالجاذبية. وبمجرد تكون بذور الهالات، فأن تفاعلها الجذبي مع المادة الباريونية يكفي للتغلب على الطاقة الحرارية، والسماح لها أن تنهار في النجوم الأولى والمجرات. المحاكاة لهذا التشكل المجري في وقت مبكر يشبة البناء المرصودة من الدراسات والمسح المجري، وكذلك عمليات رصد إشعاع الخلفية الكونية الميكروي.